# Parma Basket
O Parma Basket (em russo:  БК Парма) é um clube profissional de basquetebol sediado na cidade de Perm, Krai de Perm, Rússia que atualmente disputa a Liga Unida e Copa Europeia. Foi fundado em 2012 e manda seus jogos no Universal Sports Palace Molot com capacidade de 7.000 espectadores.

## Temporada por Temporada
| Temporada | Nível | Liga       | Pos. | v-d   | Resultado         | Copa da Rússia | Competições Europeias | Competições Europeias |
| --------- | ----- | ---------- | ---- | ----- | ----------------- | -------------- | --------------------- | --------------------- |
| 2012–13   |       |            |      |       |                   |                |                       |                       |
| 2013–14   | 2     | Super liga | 3    |       |                   |                |                       |                       |
| 2014-15   | 2     | Super liga | 5    | 20-10 | Quartas de Finais |                |                       |                       |
| 2015-16   | 2     | Super liga | 6    | 14-10 | Semifinalista     | Campeão        |                       |                       |
| 2016-17   | 1     | Liga Unida | 13   | 1-23  |                   | Semifinalista  |                       |                       |
| 2017-18   | 1     | Liga Unida | 11   | 7-17  |                   |                | 4 Copa da Europa      |                       |
| 2018-19   | 1     | Liga Unida | 13   | 5-21  |                   |                |                       |                       |
| 2019-20   | 1     | Liga Unida | 8    | 8-10  |                   |                |                       |                       |
| 2020-21   | 1     | Liga Unida | 8º   | 10-14 | Quartas de finais |                | 4 Copa da Europa      | SF                    |
| 2021-22   | 1     | Liga Unida | 5º   | 10-8  | Quartas de finais |                |                       |                       |
| 2022-23   | 1     | Liga Unida | 1º   | 16-16 | Quartas de finais |                |                       |                       |
| 2023-24   | 1     | Liga Unida | 5º   | 20-16 | Quartas de finais |                |                       |                       |
| 2024-25   | 1     | Liga Unida | 8º   | 18-26 | Play-ins          |                |                       |                       |

## Títulos
- Copa da Rússia

Campeões (2): 2015-16, 2018-19